# Liste der Kulturdenkmale in Eichgraben (Zittau)

Lage des Ortsteils

In der Liste der Kulturdenkmale in Eichgraben sind die Kulturdenkmale des Zittauer Ortsteils Eichgraben verzeichnet, die bis September 2024 vom Landesamt für Denkmalpflege Sachsen erfasst wurden (ohne archäologische Kulturdenkmale). Die Anmerkungen sind zu beachten.

## Liste der Kulturdenkmale in Eichgraben (Zittau)
| Bild                                    | Bezeichnung                                           | Lage                           | Datierung             | Beschreibung | ID       |
| --------------------------------------- | ----------------------------------------------------- | ------------------------------ | --------------------- | --- | -------- |
| Weitere Bilder                          | Nebengebäude des Forsthauses (Haus des Forstgehilfen) | Forstweg 1d (Karte)            | Mitte 19. Jahrhundert | Unterkellert, eingeschossig mit Walmdach, baugeschichtlich und sozialgeschichtlich von Bedeutung | 09271808 |
| Weitere Bilder                          | Forsthaus: Wohnhaus (Umgebinde)                       | Forstweg 6 (Karte)             | Um 1820               | Baugeschichtlich, hausgeschichtlich und heimatgeschichtlich von Bedeutung, Fachwerk verbrettert | 09271702 |
| Weitere Bilder                          | Hospitalförsterei, später Revierförsterei             | Forstweg 10 (Karte)            | 1878                  | Baugeschichtlich und ortsgeschichtlich von Bedeutung, ein Gründerzeitgebäude, repräsentativer Backsteinbau mit Ziergiebeln | 09271700 |
| Direkt Bild zu diesem Denkmal hochladen | Sachgesamtheit Friedhof für sowjetische Soldaten      | Lückendorfer Straße (Karte)    | Nach 1945             | Hier ruhen 45 gefallene sowjetische Soldaten, der Friedhof liegt neben zwei Teichen des Pfaffenbachs, eisernes Eingangstor mit Sowjetstern, Hammer und Sichel geschmückt, Gräber in drei Reihen angelegt, jeweils mit Einfassung und Grabstein aus Granit, auf dem russisch das Wort „Unbekannt“ steht, vorn steinerne Stele mit Sowjetstern und goldener Inschrift (alles Sachgesamtheitsteile), gärtnerische Anlage, besonderer geschichtlicher Wert | 09306760 |
| Weitere Bilder                          | Wohnhaus (Umgebindehaus)                              | Olbersdorfer Straße 5 (Karte)  | Um 1700               | Baugeschichtlich und hausgeschichtlich von Bedeutung, Fachwerk verbrettert | 09271706 |
| Weitere Bilder                          | Wohnhaus (Umgebindehaus)                              | Olbersdorfer Straße 32 (Karte) | Mitte 19. Jahrhundert | Baugeschichtlich und hausgeschichtlich von Bedeutung, Fachwerk verbrettert | 09271704 |
| Weitere Bilder                          | Wohnhaus (Umgebindehaus)                              | Olbersdorfer Straße 34 (Karte) | Kern 18. Jahrhundert  | Baugeschichtlich und hausgeschichtlich von Bedeutung, Fachwerk verbrettert | 09271703 |

## Tabellenlegende
- Bild: Bild des Kulturdenkmals, ggf. zusätzlich mit einem Link zu weiteren Fotos des Kulturdenkmals im Medienarchiv Wikimedia Commons. Wenn man auf das Kamerasymbol klickt, können Fotos zu Kulturdenkmalen aus dieser Liste hochgeladen werden:
- Bezeichnung: Denkmalgeschützte Objekte und ggf. Bauwerksname des Kulturdenkmals
- Lage: Straßenname und Hausnummer oder Flurstücknummer des Kulturdenkmals. Die Grundsortierung der Liste erfolgt nach dieser Adresse. Der Link (Karte) führt zu verschiedenen Kartendiensten mit der Position des Kulturdenkmals. Fehlt dieser Link, wurden die Koordinaten noch nicht eingetragen. Sind diese bekannt, können sie über ein Tool mit einer Kartenansicht einfach nachgetragen werden. In dieser Kartenansicht sind Kulturdenkmale ohne Koordinaten mit einem roten bzw. orangen Marker dargestellt und können durch Verschieben auf die richtige Position in der Karte mit Koordinaten versehen werden. Kulturdenkmale ohne Bild sind an einem blauen bzw. roten Marker erkennbar.
- Datierung: Baubeginn, Fertigstellung, Datum der Erstnennung oder grobe zeitliche Einordnung entsprechend des Eintrags in der sächsischen Denkmaldatenbank
- Beschreibung: Kurzcharakteristik des Kulturdenkmals entsprechend des Eintrags in der sächsischen Denkmaldatenbank, ggf. ergänzt durch die dort nur selten veröffentlichten Erfassungstexte oder zusätzliche Informationen
- ID: Vom Landesamt für Denkmalpflege Sachsen vergebene, das Kulturdenkmal eindeutig identifizierende Objekt-Nummer. Der Link führt zum PDF-Denkmaldokument des Landesamtes für Denkmalpflege Sachsen. Bei ehemaligen Kulturdenkmalen können die Objektnummern unbekannt sein und deshalb fehlen bzw. die Links von aus der Datenbank entfernten Objektnummern ins Leere führen. Ein ggf. vorhandenes Icon  führt zu den Angaben des Kulturdenkmals bei Wikidata.

## Einzelnachweis
- Geoportal des Landkreises Görlitz, abgerufen am 22. April 2019